# سابرینا (فیلم ۱۹۹۵)
سابرینا (به انگلیسی: Sabrina) فیلمی کمدی رمانتیک و درام ساختهٔ سیدنی پولاک در سال ۱۹۹۵ و بازسازی فیلم سابرینا محصول سال ۱۹۵۴ است.

## داستان
خاندان لاربی سرمایه داران بزرگ لانگ آیلند توجه چندانی به سابرینا، دختر راننده خانوادهٔ لارابی ندارند؛ ولی سابرینای رؤیا پرور و نازنین پنهانی دل در گرو عشق دیوید، پسر کوچکتر خانوادهٔ لارابی دارد.
پدر سابرینا برای آنکه سابرینا را از بند این عشق دست نیافتنی برهاند، وی را برای فراگیری هنر آشپزی به آموزشکده‌ای در پاریس می‌فرستد. ماندن در پاریس دیری نمی‌پاید و سارینا پس از دو سال پخته‌تر و باوقار تر به خانه بازمی‌گردد.
بازگشت سابرینا به خانهٔ لارابی این بار همراه با عشق دیوید به سابرینا در روز نامزدی دیوید با دختر یکی از بازرگانان نیشکر می‌شود. لاینس برادر بزرگ‌تر دیوید که برای پیشبرد پروژه‌های اقتصادی خود به ازدواج دیوید با دختر بازرگان نیازمند است.
پس برای دست به سر کردن سابرینا دست به کار می‌شود، و روش‌های گوناگون را برای دور کردن سارینا از دیوید بکار می‌بندد؛ ولی در این میان پی می‌برد که خود ناخواسته گرفتار عشق سابرینا شده‌است.

## بازیگران
- هریسون فورد
- جولیا اورموند
- جین اسمیت-کمرون
- گدگ کینر
- انجی دیکنسون
- ریچارد کرنا
- نانسی مرشان
- لورن هالی